# Lijst van nummer 1-hits in Zwitserland in 2018
Deze hits stonden in 2018 op nummer 1 in de Schweizer Hitparade, de bekendste hitlijst in Zwitserland.
| Datum        | Artiest                    | Titel                           |
| ------------ | -------------------------- | ------------------------------- |
| 7 januari    | Ed Sheeran                 | Perfect                         |
| 14 januari   | Ed Sheeran                 | Perfect                         |
| 21 januari   | Ed Sheeran                 | Perfect                         |
| 28 januari   | Ed Sheeran                 | Perfect                         |
| 4 februari   | Ed Sheeran                 | Perfect                         |
| 11 februari  | Ed Sheeran                 | Perfect                         |
| 18 februari  | Ed Sheeran                 | Perfect                         |
| 25 februari  | Ed Sheeran                 | Perfect                         |
| 4 maart      | Ed Sheeran                 | Perfect                         |
| 11 maart     | Ed Sheeran                 | Perfect                         |
| 18 maart     | Lo & Leduc                 | 079                             |
| 25 maart     | Lo & Leduc                 | 079                             |
| 1 april      | Lo & Leduc                 | 079                             |
| 8 april      | Lo & Leduc                 | 079                             |
| 15 april     | Lo & Leduc                 | 079                             |
| 22 april     | Lo & Leduc                 | 079                             |
| 29 april     | Lo & Leduc                 | 079                             |
| 6 mei        | Lo & Leduc                 | 079                             |
| 13 mei       | Lo & Leduc                 | 079                             |
| 20 mei       | Lo & Leduc                 | 079                             |
| 27 mei       | Lo & Leduc                 | 079                             |
| 3 juni       | Lo & Leduc                 | 079                             |
| 10 juni      | Lo & Leduc                 | 079                             |
| 17 juni      | Lo & Leduc                 | 079                             |
| 24 juni      | Lo & Leduc                 | 079                             |
| 1 juli       | Lo & Leduc                 | 079                             |
| 8 juli       | Lo & Leduc                 | 079                             |
| 15 juli      | Lo & Leduc                 | 079                             |
| 22 juli      | Lo & Leduc                 | 079                             |
| 29 juli      | Lo & Leduc                 | 079                             |
| 5 augustus   | Lo & Leduc                 | 079                             |
| 12 augustus  | Capital Bra & Juju         | Melodien                        |
| 19 augustus  | Dynoro & Gigi D'Agostino   | In my mind                      |
| 26 augustus  | Dynoro & Gigi D'Agostino   | In my mind                      |
| 2 september  | Dynoro & Gigi D'Agostino   | In my mind                      |
| 9 september  | Dynoro & Gigi D'Agostino   | In my mind                      |
| 16 september | Dynoro & Gigi D'Agostino   | In my mind                      |
| 23 september | Dynoro & Gigi D'Agostino   | In my mind                      |
| 30 september | Dynoro & Gigi D'Agostino   | In my mind                      |
| 7 oktober    | Dynoro & Gigi D'Agostino   | In my mind                      |
| 14 oktober   | Lady Gaga & Bradley Cooper | Shallow                         |
| 21 oktober   | Lady Gaga & Bradley Cooper | Shallow                         |
| 28 oktober   | Lady Gaga & Bradley Cooper | Shallow                         |
| 4 november   | Lady Gaga & Bradley Cooper | Shallow                         |
| 11 november  | Lady Gaga & Bradley Cooper | Shallow                         |
| 18 november  | Lady Gaga & Bradley Cooper | Shallow                         |
| 25 november  | Lady Gaga & Bradley Cooper | Shallow                         |
| 2 december   | Ava Max                    | Sweet but psycho                |
| 9 december   | Ava Max                    | Sweet but psycho                |
| 16 december  | Ava Max                    | Sweet but psycho                |
| 23 december  | Ava Max                    | Sweet but psycho                |
| 30 december  | Mariah Carey               | All I want for Christmas is you |